# 僕らが恋をしたのは
『僕らが恋をしたのは'』（ぼくらがこいをしたのは）は、オノ・ナツメによる日本の漫画。『Kiss』（講談社）にて、2021年8月号から2023年5月号まで連載された。

## ストーリー
定年後の田舎暮らしを楽しむ4人の高齢男性。ある日、彼らが暮らす山奥の「楽園」に、謎めいた美人が訪れる。彼女は4人に受け入れられ、「お嬢」と呼ばれて、暮らすようになる。4人の男性とそれぞれ親しくなっていき、好意を寄せられていくが、「お嬢」が4人に語る過去はそれぞれ異なっていた。「お嬢」の正体、そして目的は何なのか。高齢ながらも恋に落ちていく男女の物語。

## 登場人物
大将
お人好し。4人のリーダー格。6年前、山奥の土地を相続して、定年後に移り住む。
キザ
メガネの男性。対象の職場の同期。大将から土地を買い、移り住む。ロマンティスト、プレイボーイと仲間に言われる。「楽園」では、ジョージアン様式の家に住み、大将の親が育てていたりんご畑を世話している。
ドグ
ワイルドな山男。大将の友人。伐採の手伝いで「楽園」に出入りする。大工仕事ができ「楽園」でログハウスを作っている。
教授
無口な男性。1年前「楽園」に移り住む。探究心旺盛で、いつも本を読んでいることから「教授」と呼ばれる。
「お嬢」
謎めいた美女。元女優。